# Wanda Markowska
Wanda Markowska (ur. 20 sierpnia 1912 w Częstochowie, zm. 10 stycznia 1999 w Warszawie) – polska pisarka i tłumaczka.

## Życiorys
Studiowała polonistykę i filologię klasyczną na Uniwersytecie Warszawskim. W latach 1939–1941 pracowała w bibliotece Zakładu Narodowego im. Ossolińskich we Lwowie. Podczas okupacji była współautorką radzieckiego szkolnego podręcznika literatury polskiej (Kijów 1940). Po zakończeniu II wojny światowej (1939–1945) mieszkała w Łodzi, pracowała jako redaktor w Spółdzielni Wydawniczej „Książka”, byłego lewicowego wydawnictwa „Książka” odtworzonego w 1944 pod patronatem PPR. Krótkotrwale na stypendium w Paryżu (1948), od 1949 mieszkała na stałe w Warszawie. W latach 1951–1963 wykładowczyni w Szkole Partyjnej przy KC PZPR.
Debiutowała w 1945 r. jako publicystka w łódzkiej gazecie partyjnej „Głos Ludu”. Tłumaczka literatury niemieckiej (J.W. Goethe, F. Schiller, R.M. Rilke), francuskiej i rosyjskiej, a także klasyków rzymskich z łaciny. Autorka publikacji o tematyce historycznej i historyczno-literackiej oraz licznych utworów dla młodzieży i dzieci. W tym zakresie współpracowała z kilkunastoma wydawnictwami, przede wszystkim jednak z „Książką i Wiedzą” (początkowo), później z „Naszą Księgarnią”, PIW i „Czytelnik”. Jako prozaik zaadaptowała dla młodego pokolenia (10–14-latków) m.in. mity greckie, rzymskie, dokonała także własnego przekładu Eneidy Wergiliusza. Dla dzieci wspólnie z Anną Milską opracowała i wydała w latach 1948–1988 wiele zbiorów przetłumaczonych baśni i podań różnych narodów, m.in. Pańćatantrę (1956).
23 sierpnia 1980 roku dołączyła do apelu 64 uczonych, pisarzy i publicystów do władz komunistycznych o podjęcie dialogu ze strajkującymi robotnikami.

## Twórczość
- Mity greckie w opracowaniu dla młodzieży (1949)
- Komuna Paryska. Materiały historyczno-literackie na wieczornicę – opracowanie (1950)
- Literatura polska doby średniowiecza i początków odrodzenia – szkic (1950)
- Droga na barykady Komuny. Rzecz o Jarosławie Dąbrowskim (1952)
- Mity greckie – wyd. 2 (1955 ; wyd. 6 rozszerzone 1965)
- Adam Mickiewicz 1798–1855 – monografia (1955)
- Literatura polska epoki Odrodzenia – zarys monograficzny (1956)
- Adam Mickiewicz. Księga pamiątkowa – w stulecie śmierci poety – opr. współautorskie (1957)
- Mirote i czarodziejska fontanna. Baśń kubańska (1962)
- Arnold Zweig, Nowele – przekład i opracowanie (1964)
- O królewiczu Ferruchu – baśń (1965)
- Efeb z Eleuzyny – opowiadania greckie (1965)
- Mity Greków i Rzymian (1968)
- Wergiliusz, Eneida – przekład i opracowanie (1970)
- Owidiusz, Heroidy – przekł. i opr. (1986)

### Wspólnie z Anną Milską (wybór)
- Baśnie z całego świata (1946)
- Baśnie narodów Związku Radzieckiego (1950)
- Baśnie zagadki – łańcuszki, z daleka i z bliska (1950)
- Księga papugi. Baśnie perskie (1951)
- Pańczatantra, czyli Mądrości Indii ksiąg pięcioro (1956)
- Srebrna gołębica. Baśnie narodów Związku Radzieckiego (1963)
- Baśnie księżycowe (1972)
- Za siedmioma morzami, za siedmioma wyspami – baśnie (1973)
- Prządki złota. Na podstawie ludowych wątków estońskich (1980)
- A.N. Tołstoj, Wdzięczność szczupaka – tłum. i opr. (1981)
- O Olafie i jego czarodziejskiej piszczałce – baśń (1984)
- Szach Kobad i gadająca papuga (1988)